# Antirhea anodon
Antirhea anodon är en måreväxtart som först beskrevs av Friedrich Anton Wilhelm Miquel, och fick sitt nu gällande namn av Shu Miaw Chaw. Antirhea anodon ingår i släktet Antirhea och familjen måreväxter.
Artens utbredningsområde är Moluckerna. Inga underarter finns listade i Catalogue of Life.